# Marcus Claudius Marcellus (Kr. e. 196)
Marcus Claudius Marcellus (Kr. e. 3. század második fele – Kr. e. 177.) római politikus, hadvezér. Családja a plebeius Claudiusok közé tartozott, édesapja Syracusae híres elfoglalója, ötszörös consul, a hasonló nevet viselő Marcus Claudius Marcellus volt.
A neves családból származó Marcus már ifjúkorában kitűnt szépsége és elbűvölő viselkedése révén. Fel is jegyezték róla, hogy zsenge ifjúkorában Caius Scantinius Capitolinus, apjának aedilistársa visszataszító ajánlatot tett neki, amiért is az idősebb Marcus bevádolta és súlyos bírságot fizettetett vele. A fiatalember Kr. e. 208-ban csatlakozott a II. pun háborúban hadakozó atyjához katonai tribunusi rangban. Jelen volt annál az összecsapásnál, sőt súlyos sérülést is szerzett, amikor apját megölték. Ekkor Crispinus consul a sereg maradványait vele vezettette a nyugalmas Venusia felé.
Rómába érve Hannibal elküldte neki apjának hamvait, melyek felett halotti beszédet mondott. Ez a szónoklat nem maradt fenn, és már a korai történetírók sem tartották történetileg hitelesnek. Feltehetően sok, ma homályos pont az idősebb Marcus életéből a beszéd hatására került be a történetírásba.
Kr. e. 205-ben felszentelte Virtus templomát. A kegyes feladatot még édesapja vállalta magára, ám az építkezés még folyt, amikor elhunyt. A következő évben (Kr. e. 204) Marcus Claudius Marcellus néptribunus lett, és Marcus Pomponius Matho praetor mellett vett részt a lokrisziak Scipio és tisztje, Pleminius ellen hozott szentségtörési vádjában. Kr. e. 200-ban Sextus Aelius Paetusszal volt aedilis. Kettejük magistratusi évét a kivételesen olcsó afrikai gabonavásárlások és a rendkívüli pompával megrendezett játékok tették nevezetessé.
Kr. e. 198-ban Szicília praetora lett, hadserege azonban a második római–makedón háború harcaiban vett részt. A szokásos kétévnyi várakozás után Kr. e. 196-ban consullá választották Lucius Furius Purpureo társaként. Ilyen minőségben mindenáron folytatni akarta a Tullius Flamininus által épp csak befejezett makedóniai háborúskodást, azonban a népgyűlés elutasította tervét. Így aztán Gallia Cisalpina területén kellett kompenzálnia magát: itt először ugyan megverték a boik, azonban hamarosan az insuberek felett aratott döntő győzelmet, és elfoglalta Comum városát. Consultársával a boik és a ligurok ellen is sikereket ért el, így hazatérve teljes egyetértésben megszaavazták számukra a triumphust. Ugyanebben az évben Caius Sempronius Tuditanus helyére megválasztották pontifexnek.
Kr. e. 193-ban ismét Gallia Cisalpinában szolgált Lucius Cornelius Merula consul tisztjeként, és részt vállalt annak hatalmas, boik felett aratott győzelmében. Kr. e. 189-ben Flaminiusszal együtt lett censor, és censusukban elsőként Fundi, Formiae és Arpinum városainak lakóit is teljes jogú római polgárnak tekintették.
A politikus Kr. e. 177-ben hunyt el. Fia – szintén Marcus – három alkalommal viselte a consulságot.